# Абдулла (султан Паханга)
Абдулла II (Аль-Султан Абдулла II Риаятуддин Аль-Мустафа Билла Шах ибни Султан Ахмад Шах аль-Мустаин Билла; англ. Al-Sultan Abdullah Ria'yatuddin Al Mustafa Billah Shah ibni Sultan Ahmad Shah al-Musta'in Billah; род. 30 июля 1959, Пекан, Паханг, Малайская Федерация) — малайзийский политический деятель, спортивный функционер, шестой султан Паханга (с 15 января 2019 года), шестнадцатый Верховный правитель (Янг ди-Пертуан Агонг) Малайзии с 31 января 2019 по 31 января 2024 года.

## Биография
Родился в середине 1959 года в султанате Паханг, который входил тогда в Малайскую Федерацию; он был четвёртым ребёнком в семье (были к тому времени две старшие сестры и старший брат). Его отец тогда был раджой (наследником) престола султаната. В мае 1974 года именно Абдулла, а не его старший брат уже стал раджой (по решению регентского совета), когда его отец возглавил Паханг. Он закончил Королевскую военную академию в Сандхерсте (Великобритания), в которой он подружился с учившимся там наследником эмира Абу-Даби Мухаммадом ибн Заид Аль Нахайяном, с 2022 года занимающим пост президента ОАЭ.

### Во главе султаната
В 2016 году его отец по состоянию здоровья стал отходить от дел в своём штате и Абдулла принял бразды правления в своём штате. На следующий год тогдашний султан и его отец Ахмад Шах отказался от поста заместителя Верховного правителя Малайзии. К сожалению улучшения здоровья у родителя не происходило и в середине января 2019 года султан отрёкся от власти. Абдулла II возглавил свой штат. Церемония состоялась в Истана Абу Бакар, официальной резиденции султана Паханга. Его правление было объявлено задним числом, начавшееся 11 января 2019 года, в день, когда Совет по делам регентов принял решение о его правопреемстве. Через полторы недели на собрании руководителей штатов Малайзии его ещё и избрали Верховным правителем Малайзии. При этом он пропустил пост заместителя Верховного правителя, такое в истории Малайзии произошло лишь во второй раз.
После восхождения на престол Паханга Абдулла II принял царственное звание «Аль-Султан Абдулла Ри’ятуддин Аль-Мустафа Биллах Шах».

### Во главе государства
Пост Верховного правителя он занял в столице страны последний день января 2019 года. Он имеет звание маршала Королевских военно-воздушных сил Малайзии, а также звание фельдмаршала Малайзийской армии и адмирала флота Королевского военно-морского флота Малайзии в связи с тем, что он Главнокомандующий Вооружёнными Силами Малайзии.
Инаугурация на должность Верховного правителя прошла на юбилей (60-летие) Абдаллы II 30 июля. Состоялась она в столице страны, в Тронном зале Истана Негары. В честь инаугурации были выпущены памятные монеты Банком Малайзии.
Через несколько недель после того как Абдулла II возглавил Малайзию скончался его отец Ахмад Шах (май 2019 год).
В последний день января 2024 года Абдулла II передал свои полномочия новому выборному Верховному правителю Малайзии Ибрагиму (султану штата Джохор).

## Общественная деятельность
Абдулла II возглавляет Азиатскую травяную хоккейную федерацию при том является и главой государства. Некоторое время (в 2014—2017 годах) возглавлял Малайзийскую федерацию по футболу и является вице-президентом Азиатской конфедерации футбола. С 2015 по 2019 год он состоял в совете ФИФА, но после избрания Верховным правителем покинул его. Возглавляет Королевскую малайзийскую ассоциации поло (RMPA).
С момента избрания султаном он также является канцлером Технологического университета MARA (UiTM) и Национального университета обороны Малайзии (UPNM).

## Личная жизнь
Султан Абдулла дважды женат. Первой супругой его стала сестра султана Джохора Ибрагим Исмаила Азиза, на которой он женился в марте 1986 года. От первой жены у него четверо сыновей (старший умер при рождении в 1990 году) и две дочери. Вторая супруга появилась в 1991 году. Её имя — Джике Раисе, от неё у султана три дочери. Также имеет приёмного сына — Янг Амат Мулиа Тенгку Амир Нассера (род. 1986), усыновлённого до появления собственных детей, в 1987 году.
Имеет ряд наград Турции, Малайзии, Паханга и Брунея.

### Сооружения и учреждения
Несколько мечетей в Малайзии (в основном родном штате) носят имя Абдуллы II. Также его имя носят больница университета в Пунчак-Аламе, хоккейный стадион (хоккей на траве) в Банги (оба в штате Селангор), научная школа в Раубе и центры гемодиализа не только в родном штате, но и в столице государства.

### Награды
Имеет несколько наград не только родного штата, но и других штатов Малайзии, а также Турции, Монако и Брунея.